# Stäbelow
Stäbelow é um município da Alemanha, situado no distrito de Rostock, no estado de Mecklemburgo-Pomerânia Ocidental. Tem 14,98 km² de área, e sua população em 2019 foi estimada em 1.404 habitantes.